# Fabriciana cnidia
Fabriciana cnidia är en fjärilsart som beskrevs av Felder 1867. Fabriciana cnidia ingår i släktet Fabriciana och familjen praktfjärilar. Inga underarter finns listade i Catalogue of Life.